# Superorganizm

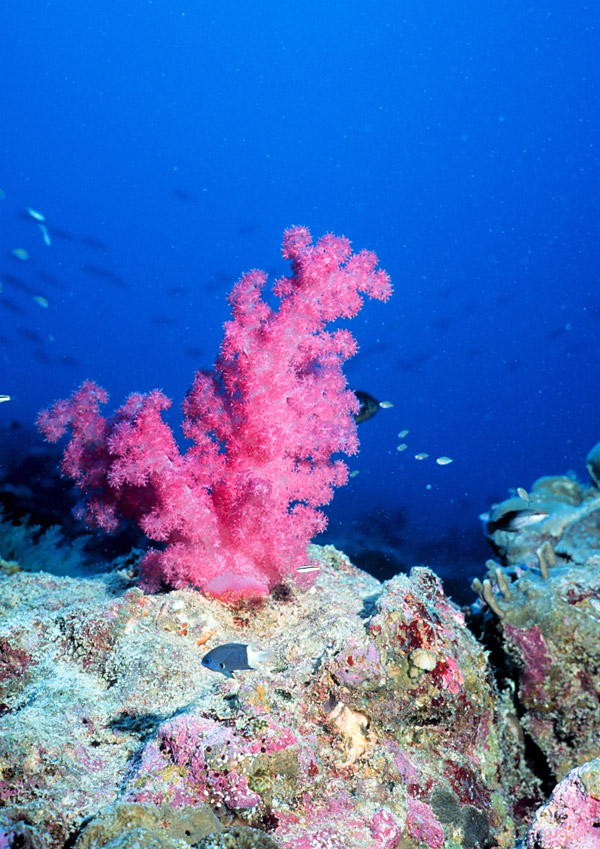
Kolonia koralowca – przykład superorganizmu.

Superorganizm, nadorganizm – koncepcja istnienia organizmu składającego się z wielu mniejszych organizmów tego samego gatunku. Odnosi się ona zwłaszcza do kolonii owadów społecznych. Ich kasty porównuje się do różnych narządów jednego osobnika, a poszczególne osobniki – do komórek. Niektórzy postulują odniesienie superorganizmu także do ludzi.